# Асуан
Асуан (араб. أسوان) — місто-курорт у Верхньому Єгипті. Адміністративний центр губернаторства Асуан. Населення 200 тис. осіб. (2005).

## Географія
Знаходиться поруч із великою іригаційною спорудою — греблею (Велика Асуанська висотна гребля), побудованою в 1960-1970-ті, яка утримує рівень води річки Ніл на постійній позначці протягом усього року.

### Клімат
Місто знаходиться у зоні тропічних пустель. Найтепліший місяць — липень із середньою температурою 33.9 °C (93 °F). Найхолодніший місяць — січень, із середньою температурою 16.1 °С (61 °F).
| Клімат Асуана           | Клімат Асуана | Клімат Асуана | Клімат Асуана | Клімат Асуана | Клімат Асуана | Клімат Асуана | Клімат Асуана | Клімат Асуана | Клімат Асуана | Клімат Асуана | Клімат Асуана | Клімат Асуана | Клімат Асуана |
| Показник                | Січ.          | Лют.          | Бер.          | Квіт.         | Трав.         | Черв.         | Лип.          | Серп.         | Вер.          | Жовт.         | Лист.         | Груд.         | Рік           |
| Абсолютний максимум, °C | 32            | 37            | 42            | 47            | 47            | 47            | 47            | 46            | 45            | 42            | 37            | 33            | 47            |
| Середній максимум, °C   | 21            | 23            | 27            | 33            | 37            | 39            | 39            | 38            | 37            | 33            | 26            | 22            | 32            |
| Середня температура, °C | 16            | 18            | 22            | 27            | 31            | 33            | 33            | 33            | 31            | 28            | 22            | 17            | 26            |
| Середній мінімум, °C    | 11            | 12            | 16            | 22            | 25            | 27            | 28            | 27            | 26            | 23            | 17            | 12            | 21            |
| Абсолютний мінімум, °C  | 2             | 2             | 3             | 11            | 13            | 19            | 19            | 20            | 17            | 12            | 9             | 6             | 2             |
| ----------------------- | ------------- | ------------- | ------------- | ------------- | ------------- | ------------- | ------------- | ------------- | ------------- | ------------- | ------------- | ------------- | ------------- |
| Джерело: Weatherbase    |               |               |               |               |               |               |               |               |               |               |               |               |               |

## Транспорт
Залізничне і автобусне сполучення з Каїром.

## Економіка
Центр торгівлі з Суданом. В Асуані знаходяться завод мінеральних добрив, підприємства текстильної, шкіряної і взуттєвої промисловості. Виробляються сталь і текстиль.
Асуан наприкінці 1980-х стає популярним курортом.

## Культура
Місто — значний центр коптської і нубійської культури. Коптська церква. Нубійський музей зі значною колекцією артефактів давньої Нубії і предметів матеріальної культури і побуту сучасних нубійців.

## Цікаві факти
Асуан має дуже специфічне географічне положення: його широта близька до тропіку Рака, а довгота близька до довготи іншого міста — Александрії. Це дозволило давньогрецькому вченому Ератосфену розрахувати діаметр земної кулі (див. докладніше у статті Дослід Ератосфена з вимірювання радіусу Землі).

## Галерея

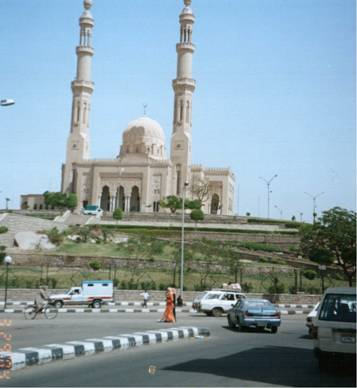
Мечеть Аль Табія в Асуані, 2004
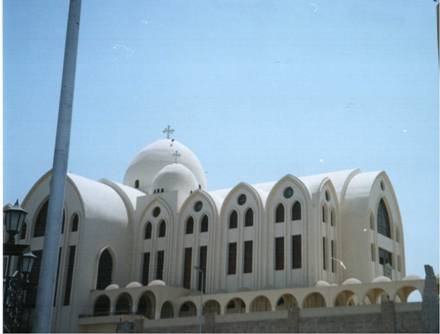
Коптська церква в Асуані, 2004
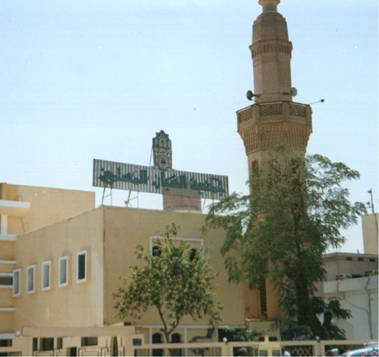
На одній з вулиць Асуана, 2004
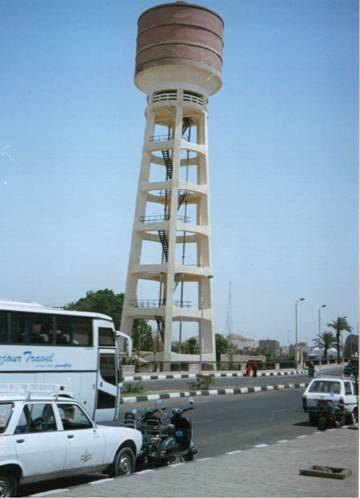
Асуанська комунікаційна вежа, 2004